# 昆山登云科技职业学院
昆山登云科技职业学院，是位于江苏省苏州市昆山市科技教育园区的一所民办普通专科高等学校，由台资企业投资。

## 专业设置
- 信息技术系
- 机电工程系
- 建筑工程系
- 汽车工程系
- 商务管理系